# Chrysoula Zacharopoulou
Chrysoula Zacharopoulou (nascida em 7 de maio de 1976) é uma ginecologista e política do partido Renascimento (RE), que foi eleita deputado ao Parlamento Europeu em 2019. Foi nomeada em 20 de maio de 2022 Ministra Encarregada da Francofonia.

## Educação e início de carreira
Com formação em procedimento minimamente invasivo, Zacharopoulou especializou-se em endometriose na Itália e, a partir de 2007, na França. Antes de entrar para a política, ela trabalhou no Bégin Military Teaching Hospital em Saint-Mandé, perto de Paris.
Em 2015, Zacharopoulou uniu forças com a atriz francesa Julie Gayet para estabelecer a Info-Endométriose, uma organização sem fins lucrativos de consciencialização sobre endometriose.

## Carreira política
Zacharopoulou tornou-se membro do Parlamento Europeu nas eleições de 2019. Desde então, ela é vice-presidente da Comissão de Desenvolvimento. É também relatora do parlamento para a parceria África-UE.
Para além das suas atribuições, Zacharopoulou faz parte da delegação do Parlamento à Assembleia Parlamentar Paritária ACP-UE. Ela também é membro do grupo Membros do Parlamento Europeu Contra o Cancro, do Intergrupo do Parlamento Europeu sobre o Cancro, do Intergrupo do Parlamento Europeu sobre Direitos LGBT, do Intergrupo do Parlamento Europeu sobre Deficiência e do Intergrupo do Parlamento Europeu para o Bem-estar e a Conservação dos Animais.
Durante a pandemia COVID-19, Zacharopoulou voltou a praticar no Hospital Militar, em março de 2020.

## Posições políticas
Em 2020, Zacharopoulou criticou publicamente a Vice-Presidente da Comissão Europeia, Dubravka Šuica, por ter assumido “posições perturbadoras” no passado ao votar contra moções sobre saúde e direitos sexuais e reprodutivos.